# 世界青年日
世界青年日（港澳稱為普世青年節），簡稱世青（WYD），是天主教會為青年族群舉辦的國際節慶活動，由前教宗聖若望·保祿二世於1984年發起。其舉辦的緣由，是为了扭转有天主教信仰的青年日益远离教会的倾向。
世界青年日分為每年聖枝主日在羅馬舉行的「教區級慶典」、和數年舉行一次的「國際級慶典」兩種；如無特別指出屆次，一般所稱的「世界青年日」皆是指國際級慶典。世青國際級慶典在全球擇一城市或教區舉辦，一般皆在暑假舉行，時間約一星期，除了禮儀與靈修活動外，也包括各種國際文化與信仰交流活動，每屆均吸引全球各地的教會青年共襄盛舉。至今每一屆世青國際級慶典，時任教宗都親臨主持。

## 宗旨
举办世界青年日的目的有三个方面： 
1. 向青年传播希望
  - 世界青年日是全世界青年聚集到一起的盛大节日，今天也是一个把年轻人的自信和力量带回教会的很好的方法。
2. 集会
  - 世界青年日不仅仅是世界青年的一次简单的集会，而且也是一次向世界青年传播真理的机会。它是一个呼吁，让全世界的青年走到一起，团结如一人。
3. 以全人类的名义
  - 改变和团结所有人在21世纪依然是一个奇迹。国际事件能够带来更多希望但是也带来更多的恐惧（例如原教旨主义、民族主义和其他新的冲突升级）。教会和基督徒自己能够一定程度上避免恐怖事件发生，还能引导每一个人找到自己的方向和希望。

一些媒體形容世界青年日為「天主教的胡士托音樂節」（Catholic Woodstock）。教宗本篤十六世曾批評不該將世青當成「教會主題的搖滾音樂節」，而應視為使人轉向基督的活動。

## 活动安排
每屆世青的活動有部分不同之處，但均以下列的內容來籌畫行程：
| #    | 星期二                         | 星期三                                                                   | 星期四                                                                   | 星期五                                                                   | 星期六                                                                                           | 星期日                                 |
| ---- | ------------------------------ | ------------------------------------------------------------------------ | ------------------------------------------------------------------------ | ------------------------------------------------------------------------ | ------------------------------------------------------------------------------------------------ | -------------------------------------- |
| 上午 | 朝聖者抵達與報到               | 要理講授（以語言為單位、由多個主教主講，朝聖者前往報名時選定之場地參加） | 要理講授（以語言為單位、由多個主教主講，朝聖者前往報名時選定之場地參加） | 要理講授（以語言為單位、由多個主教主講，朝聖者前往報名時選定之場地參加） | 朝聖者步行至閉幕會場（守夜祈禱及閉幕感恩祭場地）；會場內同時舉行音樂表演、祈禱時間等各種暖場活動 | 閉幕感恩祭（教宗主祭）、宣布下屆舉辦地 |
| 下午 | 開幕感恩祭                     | 青年節慶                                                                 | 教宗歡迎儀式                                                             | 青年節慶                                                                 | 朝聖者步行至閉幕會場（守夜祈禱及閉幕感恩祭場地）；會場內同時舉行音樂表演、祈禱時間等各種暖場活動 |                                        |
| 晚上 | 青年節慶（文化展演和靈修活動） | 青年節慶（文化展演和靈修活動）                                           | 青年節慶（文化展演和靈修活動）                                           | 拜苦路（教宗主持）                                                       | 守夜祈禱（教宗主持），朝聖者在閉幕會場過夜                                                       |                                        |

## 歷屆紀錄

### 國際級慶典
| 年份                                                                                  | 日期         | 地點                 | 參與人數    | 主題                                                                         | 閉幕會場                    |
| 1984年                                                                                | 4月15日      | 梵蒂冈               | 30万        | 救贖聖年                                                                     | 聖伯多祿廣場                |
| 1985年                                                                                | 3月31日      | 梵蒂冈               | 30万        | 国际青年年                                                                   | 聖伯多祿廣場                |
| 1987年                                                                                | 4月11日—12日 | 阿根廷布宜诺斯艾利斯 | 100万       | 我們認識了，且相信了天主對我們所懷的愛（若望一書 4:16）                      | 何塞·阿马尔菲塔尼体育场（Estadio José Amalfitani） |
| 1989年                                                                                | 8月15日—20日 | 西班牙圣地亚哥       | 100万       | 我是道路、真理、生命（若望福音 14:6）                                        | 喜樂山（）                  |
| 1991年                                                                                | 8月10日—15日 | 波蘭琴斯托霍瓦       | 160万       | 其實你們所領受的聖神...使你們作義子（羅馬人書 8:15）                         | 光明山修道院（Jasna Góra）            |
| 1993年                                                                                | 8月10日—15日 | 美国丹佛             | 50万        | 我來，卻是為叫他們獲得生命，且獲得更豐富的生命（若望福音 10:10）             | 櫻桃溪州立公園（）          |
| 1995年                                                                                | 1月10日—15日 | 菲律賓马尼拉         | 400万-500万 | 就如父派遣了我，我也同樣派遣你們（若望福音 20:21）                           | 黎剎公園（Rizal Park）      |
| 1997年                                                                                | 8月19日—24日 | 法國巴黎             | 160万       | 辣彼，你住在那裏？你們來看看吧！（若望福音 1:38-39）                         | 隆尚賽馬場（）              |
| 2000年                                                                                | 8月15日—20日 | 義大利罗马／ 梵蒂冈  | 200万       | 聖言成了血肉，寄居在我們中間（若望福音 1:14）                                | 羅馬第二大學（Università degli Studi di Roma "Tor Vergata"）            |
| 2002年                                                                                | 7月23日—28日 | 加拿大多伦多         | 80万        | 你們是地上的鹽，世界的光（瑪竇福音 5:13-14）                                 | 唐士維公園（）              |
| 2005年                                                                                | 8月16日—21日 | 德国科隆             | 120万       | 我们特来朝拜他（瑪竇福音 2:2）                                               | 瑪利亞之田（）              |
| 2008年                                                                                | 7月15日—20日 | 悉尼                 | 40万        | 當聖神降臨於你們身上時，你們將充滿聖神的德能，為我作證人。（宗徒大事錄 1:8） | 皇家蘭域馬場（Randwick Racecourse）            |
| 2011年                                                                                | 8月16日—21日 | 西班牙馬德里         | 140萬—200萬 | 在耶穌基督內生根修建，堅定於信德（哥羅森書 2:7）                             | 四風機場（）                |
| 2013年                                                                                | 7月23日—28日 | 巴西里約熱內盧       | 370萬       | 去使萬民成為門徒（瑪竇福音 28:19）                                           | 科帕卡瓦納海灘（Praia de Copacabana）          |
| 2016年                                                                                | 7月26日—31日 | 波蘭克拉科夫         | 250萬       | 憐憫人的人是有福的，因為他們要受憐憫（瑪竇福音 5:7）                         | 慈悲營地（Campus misericordiae）                |
| 2019年                                                                                | 1月22日—27日 | 巴拿马巴拿馬市       | 70萬        | 看，上主的婢女，願照祢的話成就於我吧（路加福音 1:38）                        | 胡安迪亞斯都會公園          |
| 2023年                                                                                | 8月1日—6日   | 葡萄牙里斯本         | 150萬       | 瑪利亞起身並急速啟程（路加福音1：39）                                        | 万国公园                    |
| 2027年                                                                                | 8月3日—8日   | 首爾                 |             | 你們放心吧，我已戰勝了世界（若望福音 16:33）                                 |                             |
| ※備註：「參與人數」反映的是参加閉幕感恩祭的人數，除了青年朝聖者外還包含許多當地民眾。 |              |                      |             |                                                                              |                             |

### 教區級慶典
| 举办日期       | 主题                                                                                                  |
| 1986年3月23日  | 你們但要在心內尊崇基督為主；若有人詢問你們心中所懷希望的理由，你們要時常準備答覆。（伯多祿前書 3:15） |
| 1988年3月27日  | 他無論吩咐你們什麼，你們就作什麼。（若望福音 2:5）                                                    |
| 1990年4月8日   | 我是葡萄樹，你們是枝條。（若望福音 15:5）                                                             |
| 1992年4月12日  | 你們往普天下去，向一切受造物宣傳福音（馬爾谷福音 16:15）                                              |
| 1994年3月27日  | 就如父派遣了我，我也同樣派遣你們。（若望福音 20: 21）                                                 |
| 1996年3月31日  | 主! 惟你有永生的話，我們去投奔誰呢？（若望福音 6:68）                                                 |
| 1998年4月5日   | 圣灵将指教你一切（若望福音 14:26）                                                                    |
| 1999年3月28日  | 父自己愛你們（若望福音 16:27）                                                                        |
| 2001年4月8日   | 誰若願意跟隨我，該棄絕自己，天天背著自己的十字架跟隨我（路加福音 9:23）                               |
| 2003年4月13日  | 看，你的母親!（若望福音 19:27）                                                                       |
| 2004年4月4日   | 我們願拜見耶穌。（若望福音 12:21）                                                                    |
| 2006年4月9日   | 你的言語是我步履前的靈燈，是我路途上的光明。（聖詠 119:105）                                          |
| 2007年4月1日   | 如同我愛了你們，你們也該照樣彼此相愛。（若望福音 13:34）                                              |
| 2009年4月5日   | 我們已寄望於永生的天主。（弟茂德前書 4:10）                                                           |
| 2010年3月28日  | 善師，為承受永生，我該做什麼？ （馬爾谷福音 10:17）                                                   |
| 2012年4月1日   | 在主內應常喜樂 （斐理伯書 4:4）                                                                       |
| 2014年4月13日  | 神貧的人是有福的，因為天國是他們的 （瑪竇福音 5:3）                                                   |
| 2015年3月29日  | 心裡潔淨的人是有福的，因為他們要看見天主 （瑪竇福音 5:8）                                             |
| 2017年4月8日   | 全能者在我身上行了大事，衪的名字是聖的 （路加福音 1:49）                                              |
| 2018年3月25日  | 瑪利亞，不要害怕，因為妳在天主前獲得了寵幸 （路加福音 130）                                           |
| 2020年2月11日  | 青年人，我對你說：起來吧！ （參：宗廿六14）                                                           |
| 2021年11月21日 | 起來！我要選派你去為你所見之事作證！ （參：宗廿六 16）                                                |
| 2022年11月20日 | 瑪利亞起身並急速啟程。 （參閱：路一 39）                                                              |
| 2023年11月26日 | 活出望德的喜樂 （參閱：羅 12:12）                                                                     |

## 外部連結
- （英文）聖座網站 > 世界青年日 （页面存档备份，存于）
- （英文）World Youth Day.com （页面存档备份，存于）